# Алиев, Аббос (историк)
Аббас Алиев (тадж. Аббос Алиев; 1899, Бухара, Бухарский эмират — 16 января 1958, Алма-Ата, Казахская ССР, СССР) — таджикский советский политический и государственный деятель, первый нарком народного просвещения Таджикской АССР (1924—1927), учёный, историк, переводчик, первый таджикский профессор, доктор исторических наук.

## Биография
Сын революционера, убитого в 1916 года эмиром Бухары за революционную деятельность. Воспитывался в семье русских большевиков, присоединился к революционному движению в против Эмирата.
По данным «Таджикской советской энциклопедии» и «Узбекской советской энциклопедии» был членом РКП (б) с 1917 года, участвовал в создании Бухарской коммунистической партии в 1917—1918 годах. Член Бухарской компартии с 1918 года.
В 1918—1920 годах работал в подпольных коммунистических организациях Бухары и Кагана. Участник революции в Бухаре и свержения власти Бухарского эмира 2 сентября 1920 года.
Один из основателей и видный деятель Бухарской народной советской республики. Член ЦК Бухарской коммунистической партии после революции 1920 года. Возглавлял отдел пропаганды. Участвовал в создании партийных и государственных учреждений, затем редактор газет «Қутулуш», «Бухоро ахбори», «Озод Бухоро», «Бухоро пролетари», «Бухоро ҳақиқати» и борьбе с пантюркизмом.
Аббос Алиев — один из Героев Бухарской Народной Республики, в 1922 году был награждён Золотым Орденом Красной Звезды (Бухарская НСР).
В 1922 году был направлен на учёбу в Институт красной профессуры при ЦК РКП(б), но через год вернулся в Бухару и продолжил партийную деятельность.
Был членом ЦК Бухарского комсомола, затем — первым секретарём Бухарского комсомола. Работал заместителем наркома народного просвещения Бухары.
После упразднения в 1924 году Бухарской народной советской республики, в 1924—1927 годах занимал пост наркома народного просвещения Таджикской АССР. Одновременно — член ЦК Коммунистической партии Таджикистана.
После 1927 года работал в Московском институте востоковедения. Известный востоковед В. В. Строев писал: 

«Я знал профессора Аббоса Алиева с 1929 года. Он занимался исследованиями и переводами текстов древнего Востока. Талантливый таджик был дважды высоко оценён властями за его работы по переводу древних материалов»— Ш. Садиев. Первый нарком образования Таджикистана // Адиб, 2004. — № 6. — с. 68
В 1936 году был репрессирован и приговорён к пяти годам лишения свободы. С 1941 года читал лекции по общей истории и истории СССР в Педагогическом институте в Сталинабаде.
В 1945 году переехал во Фрунзе, где возглавил исторический факультет Педагогического института.
Работал в Киргизии до 1947 года. Затем — в Днепропетровске (Украина). В 1947—1953 годах — профессор, заведующий кафедрой истории Днепропетровского государственного университета. В 1953—1954 годах работал преподавателем в Орджоникидзевском педагогическом институте.
В 1954 году поселился в Алма-Ате.
Умер внезапно во время совещания 16 января 1958 года. Похоронен на Центральном кладбище Алматы.

## Научная деятельность
Автор ряда работ по истории таджиков и других народов Центральной Азии. Его научные труды «История Древнего Востока» (1933) и «История народов Центральной Азии» (1935) были высоко оценены и решением Совета по образованию СССР и Сертификационной комиссии А. Алиев был удостоен степени доктора исторических наук в 1947 году. Написал более 29-ти научных трудов и статей.
Был первым переводчиком и редактором произведений классиков марксизма-ленинизма. Перевёл на таджикский язык более 60 произведений основоположников марксизма-ленинизма.

## Награды
- Орден Красной Звезды (Бухарская НСР)